# Barrio de la Concepción (metrostation)
Barrio de la Concepción is een metrostation in het stadsdeel Ciudad Lineal van de Spaanse hoofdstad Madrid. Het station werd geopend op 17 maart 1975 en wordt bediend door lijn 7 van de metro van Madrid.